# 세종특별자치시의 고등학교 목록
다음 목록은 세종특별자치시에 있는 고등학교 목록이다.

## 가
고운고등학교

## 다
다정고등학교 · 
도담고등학교 · 
두루고등학교

## 바
반곡고등학교 · 
보람고등학교

## 사
새롬고등학교 · 
세종고등학교 · 
세종과학예술영재학교 · 
세종국제고등학교 · 
세종대성고등학교 · 
세종미래고등학교 · 
세종여자고등학교 · 
세종예술고등학교 · 
세종장영실고등학교 · 
세종캠퍼스고등학교 · 
소담고등학교

## 아
아름고등학교 · 
양지고등학교

## 자
종촌고등학교

## 하
한솔고등학교 · 
해밀고등학교